# 孔代莱武济耶
孔代莱武济耶（法語：Condé-lès-Vouziers，法語發音：[kɔ̃de lɛ vuzje]，意为“武济耶附近的孔代”）是法国阿登省的一个旧市镇。1961年，孔代莱武济耶并入市镇武济耶。

## 地理
孔代莱武济耶（49°24'47.46"N, 4°41'58.87"E）面积，位于法国大東部大區阿登省，该省份为法国北部内陆省份，西接埃纳省，南至马恩省，东临默兹省，北与比利时接壤。
孔代莱武济耶的时区为UTC+01:00、UTC+02:00（夏令时）。

## 行政
孔代莱武济耶INSEE市镇编码为08127。

## 人口
孔代莱武济耶于1954年时的人口数量为675人。